# Darren Lockyer
Darren Lockyer (* 24. März 1977 in Brisbane) ist ein australischer Rugby-League-Spieler und Kapitän der Australischen Rugby-League-Nationalmannschaft, des State-of-Origin-Teams Queenslands und seiner NRL-Mannschaft, den Brisbane Broncos.
Lockyer gilt als einer der besten Rugby-League-Spieler aller Zeiten. Seit 2009 hält er den Rekord für die meisten Einsätze, und seit 2010 für die meisten Versuche in der Australischen Rugby-League-Nationalmannschaft.
Lockyer spielt seit 2004 auf der Position des Verbindungshalbs. Zuvor hatte er auf der Position des Schlussmanns gespielt. Bei seinem NRL-Team, den Brisbane Broncos, hält er den Rekord für die meisten Einsätze und die meisten Versuche.
Lockyer ist einer von zwei Rugbyspielern, die zweimal den Golden Boot gewannen, einen Preis, der jährlich den besten Spieler weltweit auszeichnet.